# نقش اجتماعی
در اصطلاح دانش جامعه‌شناسی، نقش اجتماعیعنوان یا برچسبی است که با آن جایگاه و الگوهای رفتاری شخص در بین جامعه تعیین می‌گردد. نقش‌ها ممکن است توسط شرع، عرف یا قانون تعیین گردند. در تعیین و تعریف نقش‌ها، توافق و تأیید جامعه ضروری است. آشنایی با نقش و تمرین نقش مراحل نقش‌پذیری هستند. مستحکم کردن زندگی اجتماعی و هماهنگی و نظم بخشیدن به عمل، از پیامدهای نقش در زندگی اجتماعی است.به نقش‌هایی که از هنگام تولد با انسان همراه هستند و حذف آن ممکن نیست، نقش‌های انتسابی نامیده می‌شوند. نقش‌هایی که شخص در طی زندگی اجتماعی برای خود برگزیده است و می‌تواند از پذیرش آن نقش‌ها انصراف دهد نقش‌های اکتسابی خوانده می‌شوند. عمل به نقش با خشنودی روانی همراه است در حالی که عدم ایفای درست کد نقش می‌تواند باعث اختلاف‌ها، ناسازگاری‌ها، کشمکش‌ها، دشمنی‌ها در زندگی اجتماعی شود.